# Закон за рекламата в Царство България (1921 г.)
„Законът за рекламата в Царство България“ е нормативен акт, приет от XIX обикновено народно събрание през 1921 г. по предложение на Правителството на Александър Стамболийски 1.
Законът има изключителна историческа стойност, тъй като за първи път в България е дефиниран терминът „реклама“ и какво представлява „реклама с непристойно и неморално съдържание“. Нормативният акт има предимно фискален характер като посочва държавните такси за реклама спрямо различните категории реклама, както и дейностите освободени от такава – напр. търсене на загубени предмети и лица, предлагане на работнически труд, дейността на държавните и общински културни учреждения, както и събития с благотворителна цел.
Отменен е от Правителството на Александър Цанков 2 в рамките на XXI обикновено народно събрание на Демократическия сговор.